# Mullvadssalamander
Mullvadssalamander  (Ambystoma talpoideum) är ett stjärtgroddjur i familjen mullvadssalamandrar som finns i sydöstra USA.

## Utseende
Mullvadssalamandern är kraftigt byggd, med ett oproportionerligt stort huvud. Längden varierar mellan 8 och 12 cm. Arten kan både vara marklevande eller neoten (behålla larvformen även som vuxen, fortplantningsduglig individ). Det förekommer också att neotena former förvandlas senare i livet, som vuxna. Den marklevande formen är grå till svart, ofta med en vit rand på ovansidan av svansen, och ibland med små, blåvita fläckar på ryggen och svansen. Magen har ljusa och mörka ränder. Den vuxna, neotena formen har även den mörka och ljusa ränder på magen, men också tydliga, gula strimmor på undersidan. Larven har en ljus strimma på sidan av huvudet, spräcklig strupe, en ljus rand på nederdelen av varje sida, och en mörk längsstrimma på magen. Även larven kan ha mörka och ljusa magstrimmor.

## Utbredning
Arten finns i sydöstra och centrala USA från South Carolinas kust till norra Florida och västerut till östra Texas och sydöstra Oklahoma. Den förekommer dessutom norrut genom Mississippiflodens dalgång till södra Illinois. Det finns dessutom spridda populationer i de östra sydstaterna.

## Vanor
Den marklevande formen återfinns i skogar, speciellt på flodslätter, i närheten av fiskfria våtmarker och vattensamlingar för lek och larvutveckling. Individerna gräver ofta ner sig i lövförna eller fuktig jord. Den neotena formen lever i samma vatten där den tillbringat larvtiden. Vanligtvis utvecklas neotena former bara i populationer som leker i permanenta vattensamlingar, men det förekommer också att neotena individer genomgår förvandling till marklevande om vattensamlingarna torkar ut. Arten blir könsmogen vid ungefär 2 års ålder, och kan bli över 20 år gammal.

### Föda
Larverna äter djurplankton som små kräftdjur och mygglarver, medan vuxna mullvadssalamandrar äter grodyngel, daggmaskar, leddjur som vatteninsekter och andra ryggradslösa djur.

### Fortplantning
Leken sker normalt i december till mars, delvis beroende på väderleken, men även på den morfologiska typen; neotena salamandrar tenderar att leka tidigare än landlevande. Salamandrarna leker i permanenta eller temporära vattensamlingar belägna i skogsområden och utan fiskpopulation, dit de företrädesvis vandrar under regniga nätter. Äggen kläcks mellan 20 och 60 dagar efter läggning, och larven förvandlas efter 2 till 3 månader.

## Status
Mullvadssalamandern betraktas som livskraftig ("LC") och populationen är stabil. Utdikning, skogsavverkning och utsättning av ädelfisk i lekvattnen är dock hot, och lokala bestånd har påverkats negativt av sådana åtgärder.